# Сартасово
Сартасово — деревня в Мишкинском районе Курганской области. Входит в состав Варлаковского сельсовета.

## География
Расположена у реки Миасс.

## История
До 1917 года входила в состав Воскресенской волости Челябинского уезда Оренбургской губернии. По данным на 1926 год деревня Сартасова состояла из 134 хозяйств. В административном отношении являлась центром Сартасовского сельсовета Воскресенского района Челябинского округа Уральской области.

## Население
| 1989 | 2002 | 2010 |
| ---- | ---- | ---- |
| 172  | ↘152 | ↘108 |

По данным переписи 1926 года в деревне проживало 593 человека (279 мужчин и 314 женщин), в том числе: русские составляли 100 % населения.